# Fabrizio Misticoni
Fabrizio Andrea Misticoni (* 11. November 1986; heimatberechtigt in Triengen) ist ein Schweizer Politiker (Grüne).

## Leben
Fabrizio Misticoni wuchs in Büron auf. Er machte 2004 die Matura an der Kantonsschule Sursee und studierte von 2005 bis 2012 Germanistik und Geschichte an der Universität Bern. Er absolvierte eine Ausbildung in kirchlicher Jugendarbeit und war Mitgründer und von 2011 bis 2020 Präses der Jungwacht Blauring der katholischen Kirchgemeinde Büron. Seit 2013 arbeitet er als Jugendseelsorger und Bereichsleiter Jugend bei der katholischen Kirchgemeinde Sursee. Er ist verheiratet, Vater eines Sohnes und lebt seit 2013 in Sursee.

## Politik
Fabrizio Misticoni ist seit 2018 Mitglied der Umweltkommission der Gemeinde Sursee.
Bei den Wahlen 2019 wurde Misticoni in den Kantonsrat des Kantons Luzern gewählt. Er war von 2019 bis 2022 Mitglied der Staatspolitischen Kommission und ist seit 2019 Ersatzmitglied der Redaktionskommission. Seit 2021 ist er Mitglied der Planungs- und Finanzkommission.
Fabrizio Misticoni ist seit 2014 Vorstandsmitglied von Benevol Luzern, seit 2019 Vorstandsmitglied der Grünen Sursee und seit 2021 Vorstandsmitglied des Mieterverbands Luzern NW OW UR. Seit 2021 ist Misticoni Mitglied des Netzwerks Politik des Regionalen Entwicklungsträgers (RET) Sursee-Mittelland und seit 2022 Stiftungsrat der Pensionskasse der Römisch-katholischen Landeskirche Luzern.